# Shufa (Tulkarem)
Shufa (àrab: شوفه, Xūfa) és una vila palestina de la governació de Tulkarem, a Cisjordània, 6 kilòmetres al sud-est de Tulkarem. Es troba vora la Línia verda que separa Cisjordània d'Israel. Segons l'Oficina Central Palestina d'Estadístiques tenia 2.573 habitants el 2016. En 1997 el 5.4% de la població de Shufa eren refugiats. Les instal·lacions sanitàries per Shufa són a Kafr al-Labad o Saffarin on són designades com a MOH nivell 2.